# Stefano Russo (Fußballspieler)
Stefano Russo (* 29. Juni 2000 in Ludwigshafen) ist ein deutscher Fußballspieler. Der defensive Mittelfeldspieler steht seit Sommer 2024 bei Arminia Bielefeld unter Vertrag.

## Karriere
Russo erlernte das Fußballspielen beim VfR Friesenheim. Von dort wechselte er 2012 in die Nachwuchsabteilung der TSG Hoffenheim. Im Jahr 2015 gab er sein Debüt in der B-Junioren Bundesliga Süd/Südwest. Beim 3:2-Sieg am 14. November gegen die U-17 von 1860 München spielte er 63 Minuten.  Am 13. August 2016 erzielte er sein erstes Tor in der B-Junioren Bundesliga beim 3:1-Sieg gegen Eintracht Frankfurt. Insgesamt bestritt er 29 Partien für die B-Junioren der TSG Hoffenheim, in denen ihm 5 Tore gelangen. Sein Debüt für die U-19 der TSG Hoffenheim in der A-Junioren Bundesliga gab er am 15. August beim 3:0-Sieg gegen die U-19 des 1. FC Heidenheim.
Im Jahr 2018 schloss er sich der U-19 des FC Augsburg an. Sein erstes Spiel für die U-19 des FC Augsburg bestritt er am 11. August 2018 beim 5:3-Sieg gegen den 1. FC Nürnberg. Gegen seinen Ex-Klub erzielte er am 16. Februar 2019 sein erstes Tor. Am 18. Mai 2019 stand er erstmals im Profikader des Bundesligisten bei der 1:8-Niederlage im Spiel gegen den VfL Wolfsburg. Er wurde jedoch nicht eingesetzt. Im Jahr 2019 kam er in der zweiten Mannschaft der Fuggerstädter in der Regionalliga Bayerns zum Einsatz. Sein erstes Spiel bestritt er am 18. August 2019 beim 0:0 gegen den VfB Eichstätt. Aufgrund der Corona-Krise wurde sein Arbeitspapier mit dem FC Augsburg am Ende der Saison nicht verlängert.
Im November 2020 schloss er sich der U-23 von Waldhof Mannheim an. Sein Debüt für Mannheim in der dritten Liga gab er am 21. April 2021 bei der 0:5-Niederlage im Spiel gegen den FC Saarbrücken. Sein erstes Tor erzielte er am 10. Mai beim 3:2-Sieg gegen den Halleschen FC. Im Sommer 2021 unterschrieb Russo seinen ersten Profi-Vertrag bei Waldhof Mannheim.
Für die Saison 2023/24 wurde Russo vom FC Viktoria Köln verpflichtet. Im Sommer 2024 wechselte er zu Arminia Bielefeld.

### Nationalmannschaft
Russo spielte sowohl für die U-15, die U-16 als auch für die U-19 Nationalmannschaft Deutschlands.